# 구시비키 마사토시
구시비키 마사토시(일본어: 櫛引 政敏, 1993년 1월 29일 ~ )는 일본의 축구 선수.

## 구단 경력
그는 2011년부터 2024년까지 J리그의 시미즈 에스펄스, 가시마 앤틀러스, 파지아노 오카야마, 몬테디오 야마가타, 더스파 군마에서 활동하였다.
2019년 10월 14일 FC 기후전에서 악천후 속에서도 단 하나의 슈팅을 허용하지 않아 역대 J리그 세 번째 피슈팅 제로 기록을 세웠다.

## 국가대표팀 경력
그는 2013년 AFC U-22 축구 선수권 대회에 참가할 일본 국가대표팀에 발탁되었다. 2016년 AFC U-23 축구 선수권 대회에도 출전, 우승에 기여했다. 2016년 하계 올림픽에 1경기에 출전했다.